# Stazione di Wittenau (Wilhelmsruher Damm)
La stazione di Wittenau (Wilhelmsruher Damm) è una stazione ferroviaria di Berlino, sita nel quartiere omonimo. È posta sotto tutela monumentale (Denkmalschutz).

## Movimento
La stazione è servita dalle linee S1 e S26 della S-Bahn.

## Interscambi
- Fermata metropolitana (Wittenau, linea U8)
- Fermata autobus